# Helen Luz
Helen Cristina Santos Luz, född den 23 november 1972 i Araçatuba, Brasilien, är en brasiliansk basketspelare som var med och tog OS-brons 2000.

## Klubbhistorik
- Washington Mystics (2001-2003)
- Zaragoza (2003)
- Novosibirsk (2004)
- Barcelona (2004-2006)
- Rivas (2006-2007)
- Cadi La Seu (2007-2008)
- Hondarribia-Irun (2008-2010)